# Kortykosteron
Kortykosteron – organiczny związek chemiczny, glikokortykoidowy hormon sterydowy (21-węglowy) wydzielany przez korę nadnerczy, wydzielany pod wpływem adrenokortykotropiny. Ma zbliżone działanie do kortyzolu. Wpływa stymulująco na proces glukoneogenezy.